# Hatelji
Hatelji (cyr. Хатељи) – wieś w Bośni i Hercegowinie, w Republice Serbskiej, w gminie Berkovići. W 2013 roku liczyła 409 mieszkańców.